# Courcelles-sur-Vesle
Pour les articles homonymes, voir Courcelles.
Courcelles-sur-Vesle, nommée Courcelles-sur-Vesles avant le 1er janvier 2009, est une commune française située dans le département de l'Aisne en région Hauts-de-France.

## Géographie

### Localisation
La commune est entourée des villages de Paars, Vauxtin et Limé ; elle est située à 19 km au sud-est de la ville de Soissons, 23 km  du parc naturel régional de la Montagne de Reims et à 39,5 km de Reims.

### Géologie et relief
La commune se compose de 611,06 hectares de territoires agricoles (67,97 %) et 288,06 hectares de forêts et milieux semi-naturels (32,04 %) et 0,01 hectares de surfaces en eau (0,00 %).
- Hydrogéologie et climatologie : Système d'information pour la gestion des eaux souterraines en Seine-Normandie :

Territoire communal : Occupation du sol (Corinne Land Cover); Cours d'eau (BD Carthage),
Géologie : Carte géologique; Coupes géologiques et techniques,
 Hydrogéologie : Masses d'eau souterraine; BD Lisa; Cartes piézométriques.
- Bois de Dôle.
- Forêt de Nesles.

### Sismicité
Commune située dans une zone de sismicité très faible.

### Hydrographie

#### Réseau hydrographique
La commune est située dans le bassin Seine-Normandie. Elle est drainée par la Vesle, le cours d'eau 01 du Bois des Roches et un autre petit cours d'eau,.
La Vesle, d'une longueur de 139 km, prend sa source dans la commune de Somme-Vesle et se jette  dans l'Aisne à Ciry-Salsogne, après avoir traversé 52 communes. Les caractéristiques hydrologiques de la Vesle sont données par la station hydrologique située sur la commune de Braine. Le débit moyen mensuel est de 7,44 m3/s. Le débit moyen journalier maximum est de 37,3 m3/s, atteint lors de la crue du 24 mars 2001. Le débit instantané maximal est quant à lui de 38,6 m3/s, atteint le 23 mars 2001.

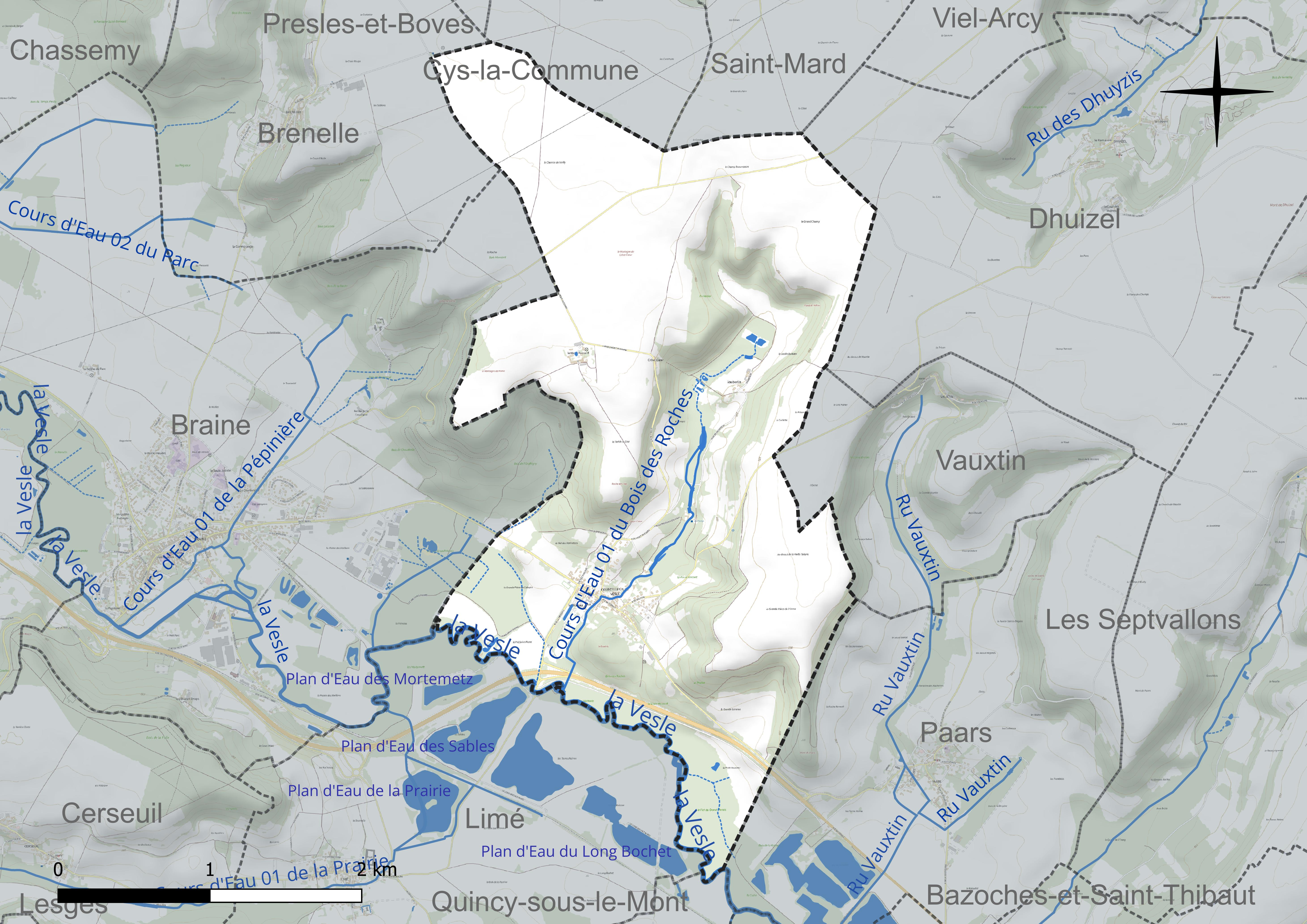
Réseau hydrographique de Courcelles-sur-Vesle.

#### Gestion et qualité des eaux
Le territoire communal est couvert par le schéma d'aménagement et de gestion des eaux (SAGE) « Aisne Vesle Suippe ». Ce document de planification, dont le territoire s'étend sur 3 096 km2 répartis sur trois départements (Aisne, Marne et Ardennes) et deux régions (Champagne-Ardenne et Picardie), a été approuvé le 16 décembre 2013. La structure porteuse de l'élaboration et de la mise en œuvre est le Syndicat d'aménagement des bassins Aisne Vesle Suippe (SIABAVES).
La qualité des cours d'eau peut être consultée sur un site dédié géré par les agences de l'eau et l'Agence française pour la biodiversité.

### Climat
Pour des articles plus généraux, voir Climat des Hauts-de-France et Climat de l'Aisne.
En 2010, le climat de la commune est de type climat océanique dégradé des plaines du Centre et du Nord, selon une étude du CNRS s'appuyant sur une série de données couvrant la période 1971-2000. En 2020, Météo-France publie une typologie des climats de la France métropolitaine dans laquelle la commune est exposée à un climat océanique altéré et est dans la région climatique Nord-est du bassin Parisien, caractérisée par un ensoleillement médiocre, une pluviométrie moyenne régulièrement répartie au cours de l'année et un hiver froid (3 °C).
Pour la période 1971-2000, la température annuelle moyenne est de 10,7 °C, avec une amplitude thermique annuelle de 15,2 °C. Le cumul annuel moyen de précipitations est de 736 mm, avec 12 jours de précipitations en janvier et 8,9 jours en juillet. Pour la période 1991-2020, la température moyenne annuelle observée sur la station météorologique la plus proche, située sur la commune de Braine à 3 km à vol d'oiseau, est de 11,3 °C et le cumul annuel moyen de précipitations est de 662,7 mm,. Pour l'avenir, les paramètres climatiques de la commune estimés pour 2050 selon différents scénarios d'émission de gaz à effet de serre sont consultables sur un site dédié publié par Météo-France en novembre 2022.

### Voies de communications et transports

#### Voies routières
Commune desservie par la nationale 31 et la route européenne 46.

#### Transports en commun
- Régie des transports de l'Aisne

##### SNCF
- Gare de Fismes à 10,2 km[15].

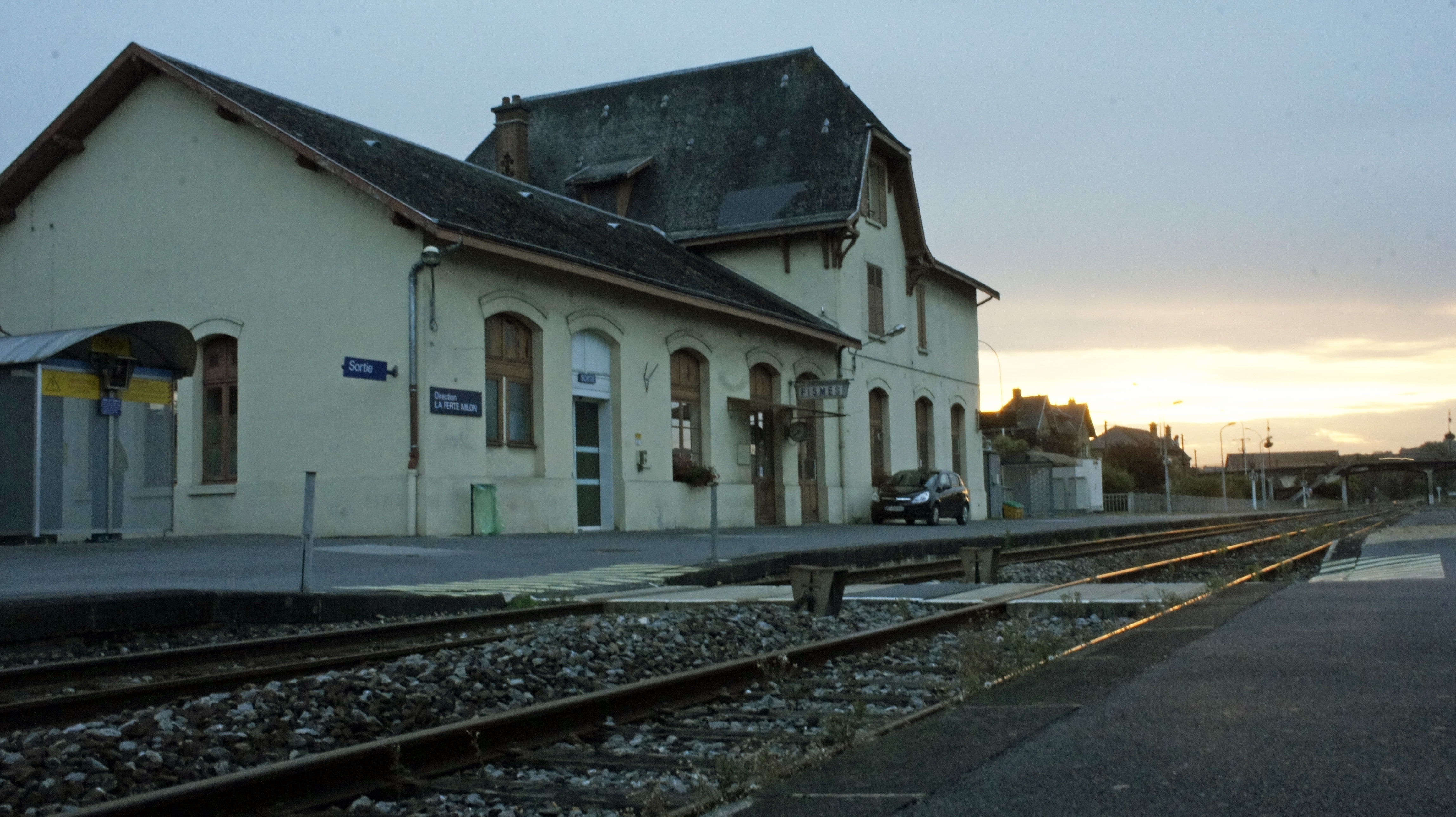
Gare de Fismes.

- Gare de Magneux - Courlandon à 14,3 km.
- Gare de Breuil - Romain à 17,4 km.
- Gare de Jonchery-sur-Vesle à 21,2 km.
- Gare de Soissons à 21,8 km.

#### Transports aériens
Les aéroports les plus proches sont :
- L'Aéroport de Paris-Charles-de-Gaulle.
- L'Aéroport de Reims en Champagne (Prunay).

## Urbanisme

### Typologie
Au 1er janvier 2024, Courcelles-sur-Vesle est catégorisée commune rurale à habitat dispersé, selon la nouvelle grille communale de densité à 7 niveaux définie par l'Insee en 2022.
Elle est située hors unité urbaine et hors attraction des villes,.

### Occupation des sols
L'occupation des sols de la commune, telle qu'elle ressort de la base de données européenne d'occupation biophysique des sols Corine Land Cover (CLC), est marquée par l'importance des territoires agricoles (67,6 % en 2018), une proportion identique à celle de 1990 (67,6 %). La répartition détaillée en 2018 est la suivante : terres arables (62,8 %), forêts (29,6 %), zones agricoles hétérogènes (4,8 %), milieux à végétation arbustive et/ou herbacée (2,8 %).
L'évolution de l'occupation des sols de la commune et de ses infrastructures peut être observée sur les différentes représentations cartographiques du territoire : la carte de Cassini (XVIIIe siècle), la carte d'état-major (1820-1866) et les cartes ou photos aériennes de l'IGN pour la période actuelle (1950 à aujourd'hui).

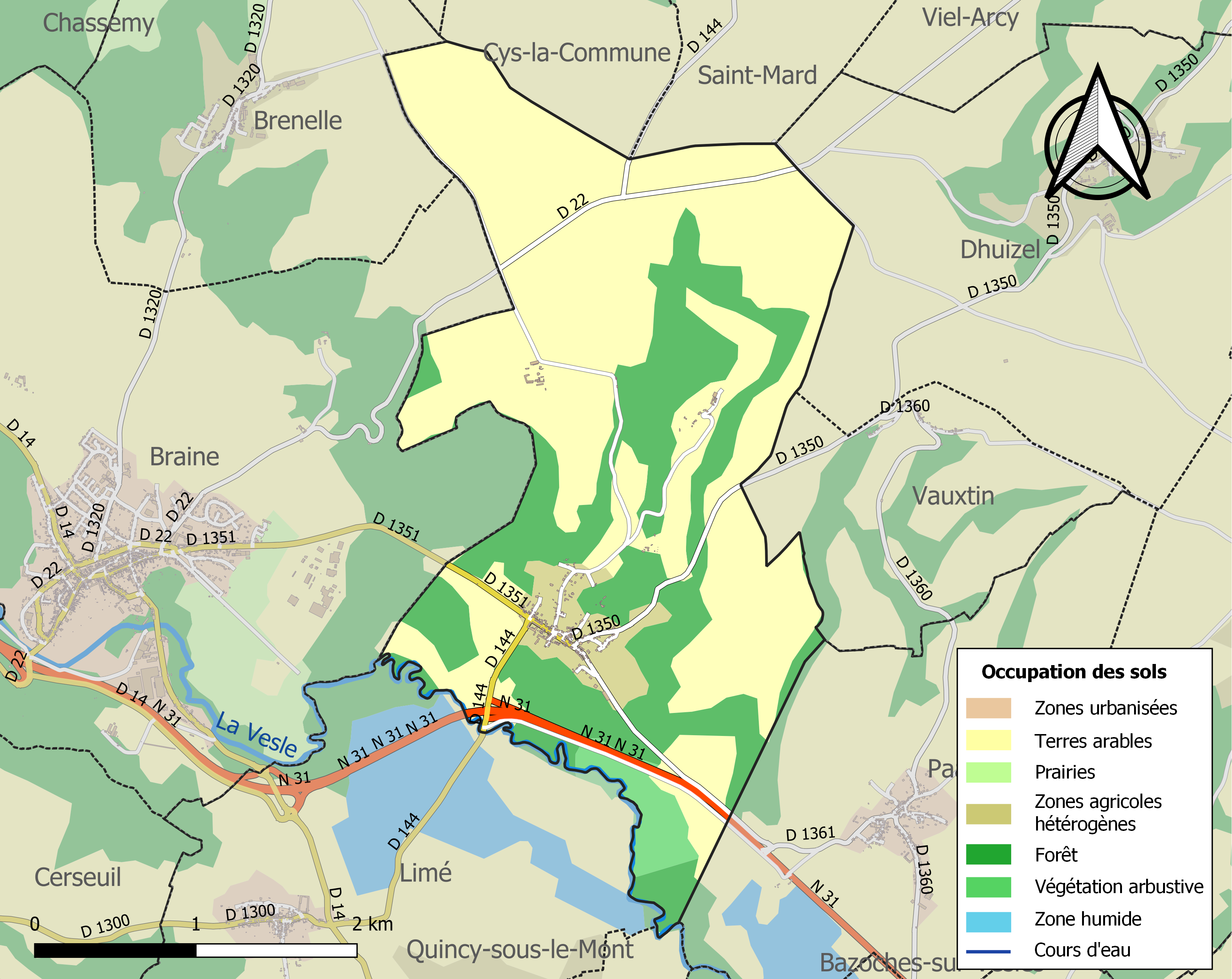
Carte des infrastructures et de l'occupation des sols de la commune en 2018 (CLC).

Commune couverte par le Règlement national d'urbanisme.

## Toponymie
Le nom de la localité est attesté sous les formes Curcelle (1147) ; Curceles (1201) ; Corcelle (1208) ; Corchelle (1217) ; Courceles (1228) ; Corceles (1229) ; Courcelle (1639).

Le nom de la commune provient du pluriel du bas latin corticella, signifiant « petit domaine ».
La Vesle est une rivière française, affluent de la rive gauche de l'Aisne.

## Histoire
Changements de nom de la commune :
- Jusqu'en 1939 : Courcelles
- 1939 - 31 décembre 2008 : Courcelles-sur-Vesles
- depuis le 1er janvier 2009 : Courcelles-sur-Vesle.

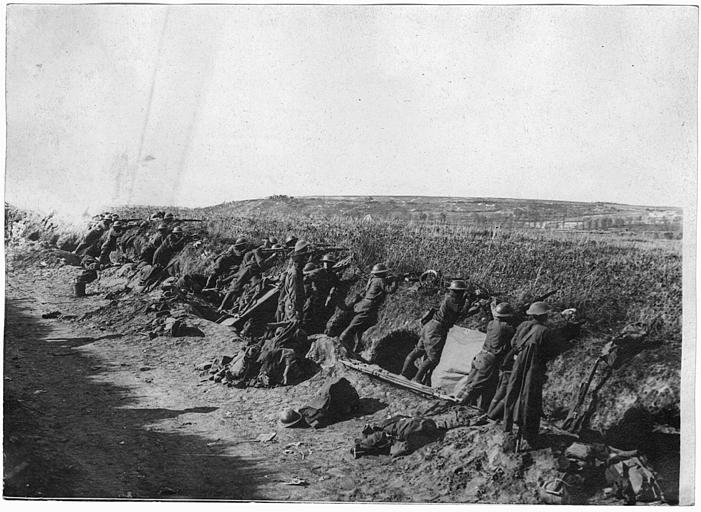
Américains dans leurs nouvelles positions - Vesle.

L'église a été construite à la fin du XIIe siècle et au début du XIIIe siècle, mais a subi de profondes modifications par la suite.
Elle a été endommagée lors du repli de l'armée allemande au mois de septembre 1918 et sa restauration n'a été achevée qu'en 1930.
Le hameau de Vauberlin était desservi par une chapelle placée sous le vocable des saints Médard et Gildard, qui relevait sous l'Ancien Régime du prieuré Notre-Dame de Braine.
C'est dans ce village de l'Aisne, le 27 mars 1810,  que Napoléon Ier a rencontré pour la première fois Marie-Louise d'Autriche, après s'être abrité avec le maréchal Murat sous le porche de l'église à cause de la pluie. La nouvelle Impératrice des Français qui n'a que 19 ans (Napoléon en a 41) était accompagnée dans sa voiture par Caroline Murat,,.

## Politique et administration

### Découpage territorial
La commune de Courcelles-sur-Vesle est membre de la communauté de communes du Val de l'Aisne, un établissement public de coopération intercommunale (EPCI) à fiscalité propre créé le 28 décembre 1994 dont le siège est à Presles-et-Boves. Ce dernier est par ailleurs membre d'autres groupements intercommunaux.
Sur le plan administratif, elle est rattachée à l'arrondissement de Soissons, au département de l'Aisne et à la région Hauts-de-France. Sur le plan électoral, elle dépend du  canton de Fère-en-Tardenois pour l'élection des conseillers départementaux, depuis le redécoupage cantonal de 2014 entré en vigueur en 2015, et de la cinquième circonscription de l'Aisne  pour les élections législatives, depuis le dernier découpage électoral de 2010.

### Administration municipale
| Période                                  | Période                       | Identité            | Étiquette | Qualité                                                       |
| ---------------------------------------- | ----------------------------- | ------------------- | --------- | ------------------------------------------------------------- |
| avant 1874                               | 1875                          | Wagner              |           |                                                               |
| Les données manquantes sont à compléter. |                               |                     |           |                                                               |
| avant 1981                               | ?                             | Dominique Guillemot |           |                                                               |
| mars 2001                                | En cours (au 12 juillet 2020) | Luc Tordeux         | SE        | Cadre de la fonction publique Réélu pour le mandat 2020-2026, |

### Budget et fiscalité 2023
En 2023, le budget de la commune était constitué ainsi :
- total des produits de fonctionnement : 258 000 €, soit 747 € par habitant ;
- total des charges de fonctionnement : 146 000 €, soit 422 € par habitant ;
- total des ressources d'investissement : 18 000 €, soit 52 € par habitant ;
- total des emplois d'investissement : 79 000 €, soit 229 € par habitant ;
- endettement : 105 000 €, soit 306 € par habitant.

Avec les taux de fiscalité suivants :
- taxe d'habitation : 13,94 % ;
- taxe foncière sur les propriétés bâties : 38,99 % ;
- taxe foncière sur les propriétés non bâties : 15,37 % ;
- taxe additionnelle à la taxe foncière sur les propriétés non bâties : 27,52 % ;
- cotisation foncière des entreprises : 19,00 %.

Chiffres clés Revenus et pauvreté des ménages en 2021 : médiane en 2021 du revenu disponible, par unité de consommation : 21 440 €.

## Économie

### Entreprises et commerces

#### Agriculture
- Société groupement foncier agricole de Le Mont Hussard[38].
- Vigne[39].

#### Tourisme
- Château de Courcelles.
- Restaurants à Braine.
- Reims à 38 km.

#### Commerces
- Commerces de proximité à Braine : boulangerie-pâtisserie.

## Population et société

### Démographie

#### Évolution démographique
L'évolution du nombre d'habitants est connue à travers les recensements de la population effectués dans la commune depuis 1793. Pour les communes de moins de 10 000 habitants, une enquête de recensement portant sur toute la population est réalisée tous les cinq ans, les populations de référence des années intermédiaires étant quant à elles estimées par interpolation ou extrapolation. Pour la commune, le premier recensement exhaustif entrant dans le cadre du nouveau dispositif a été réalisé en 2007.

En 2022, la commune comptait 348 habitants, en évolution de −1,97 % par rapport à 2016 (Aisne : −1,97 %, France hors Mayotte : +2,11 %).
| 1793 | 1800 | 1806 | 1821 | 1831 | 1836 | 1841 | 1846 | 1851 |
| ---- | ---- | ---- | ---- | ---- | ---- | ---- | ---- | ---- |
| 372  | 448  | 451  | 436  | 488  | 433  | 440  | 431  | 423  |

| 1856 | 1861 | 1866 | 1872 | 1876 | 1881 | 1886 | 1891 | 1896 |
| ---- | ---- | ---- | ---- | ---- | ---- | ---- | ---- | ---- |
| 410  | 459  | 401  | 394  | 380  | 354  | 346  | 319  | 318  |

| 1901 | 1906 | 1911 | 1921 | 1926 | 1931 | 1936 | 1946 | 1954 |
| ---- | ---- | ---- | ---- | ---- | ---- | ---- | ---- | ---- |
| 338  | 358  | 350  | 259  | 261  | 271  | 280  | 250  | 238  |

| 1962 | 1968 | 1975 | 1982 | 1990 | 1999 | 2006 | 2007 | 2012 |
| ---- | ---- | ---- | ---- | ---- | ---- | ---- | ---- | ---- |
| 227  | 260  | 227  | 222  | 270  | 295  | 321  | 324  | 365  |

| 2017 | 2022 | - | - | - | - | - | - | - |
| ---- | ---- | - | - | - | - | - | - | - |
| 350  | 348  | - | - | - | - | - | - | - |

### Intercommunalité
Commune membre de la communauté de communes du Val de l'Aisne.

### Enseignement
Établissements d'enseignements :
- Écoles maternelle et primaire,
- Collège à Braine,
- Lycées à Soissons.

### Santé
Professionnels et établissements de santé :
- Médecins à Braine[45],
- Pharmacies à Braine[46].

### Cultes
- Culte catholique, paroisse Notre-Dame de la Vesle, diocèse de Soissons, Laon et Saint-Quentin[47].

## Culture locale et patrimoine

### Lieux et monuments

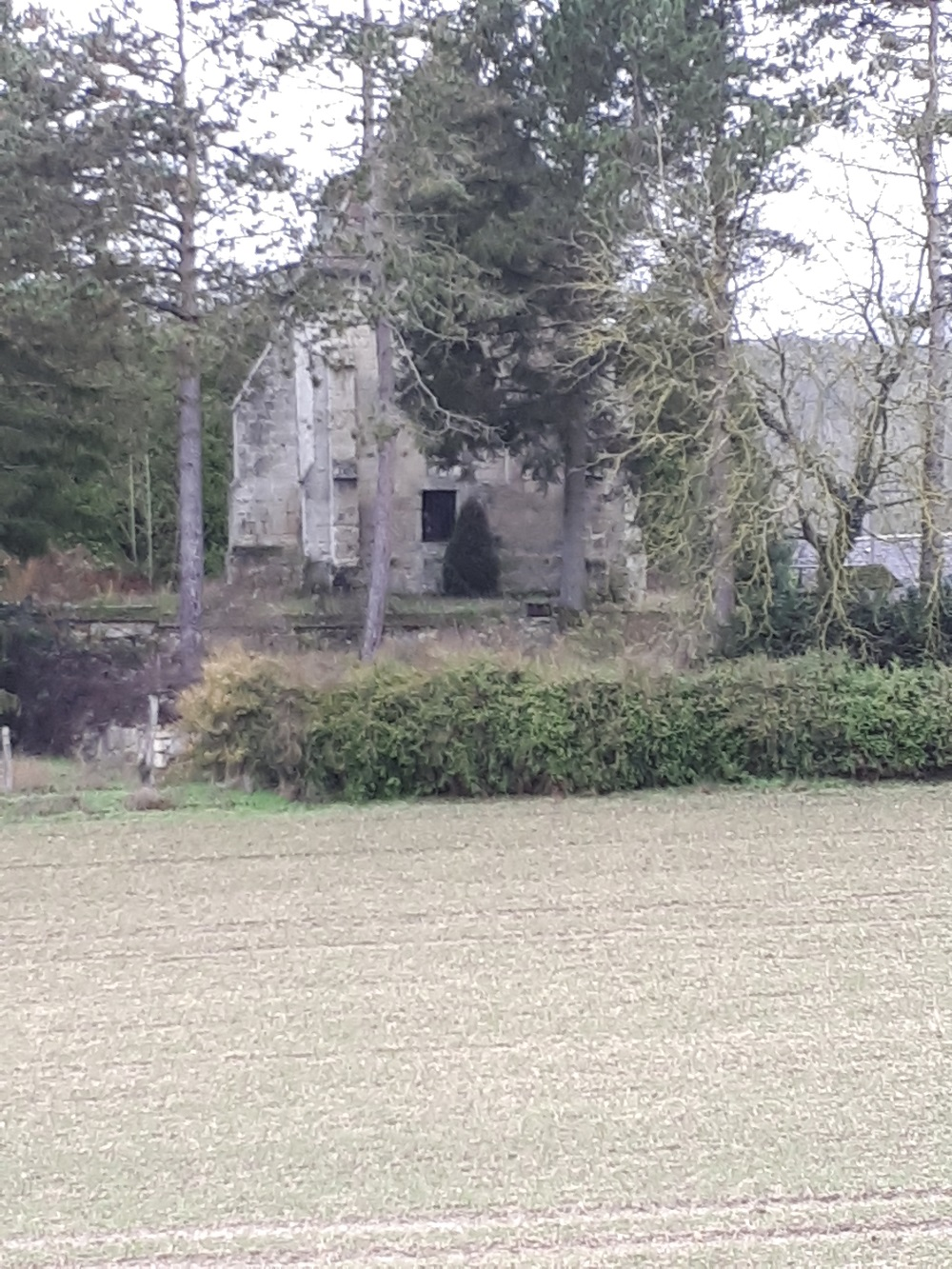
Ancienne chapelle Saint-Médard et Saint-Gildard.
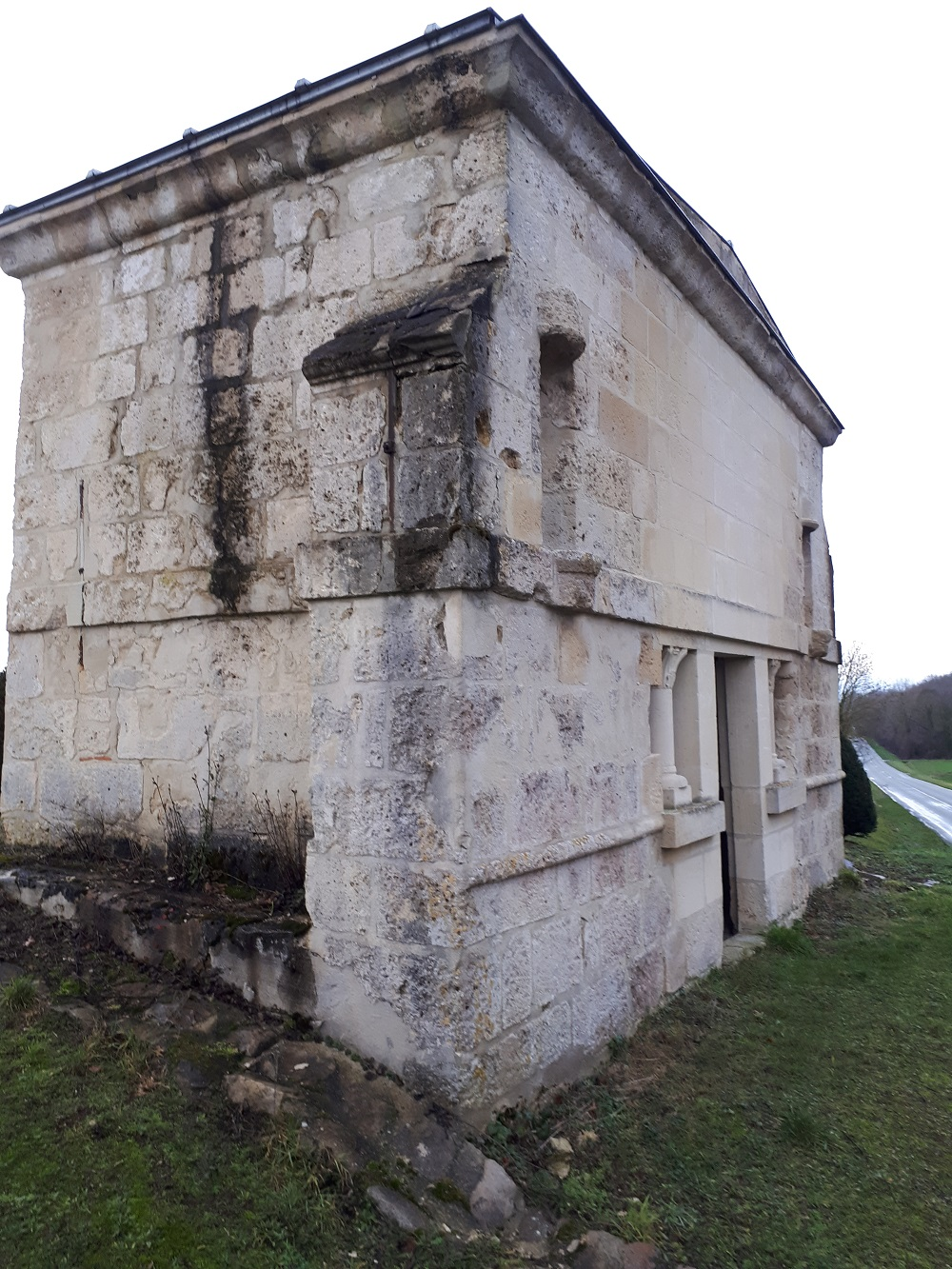
Chapelle du Calvaire[48].
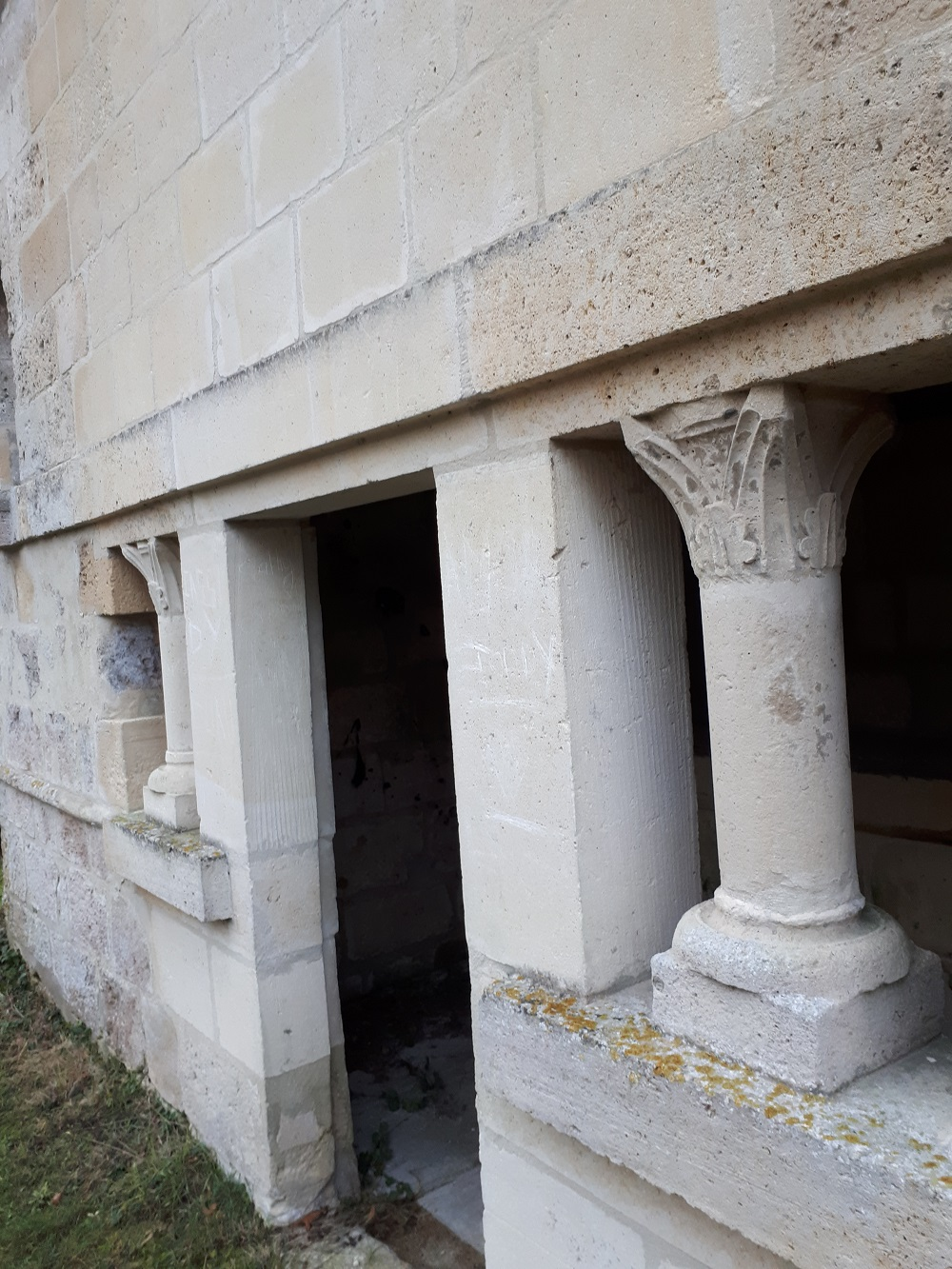
Chapelle du Calvaire (porte d'entrée).
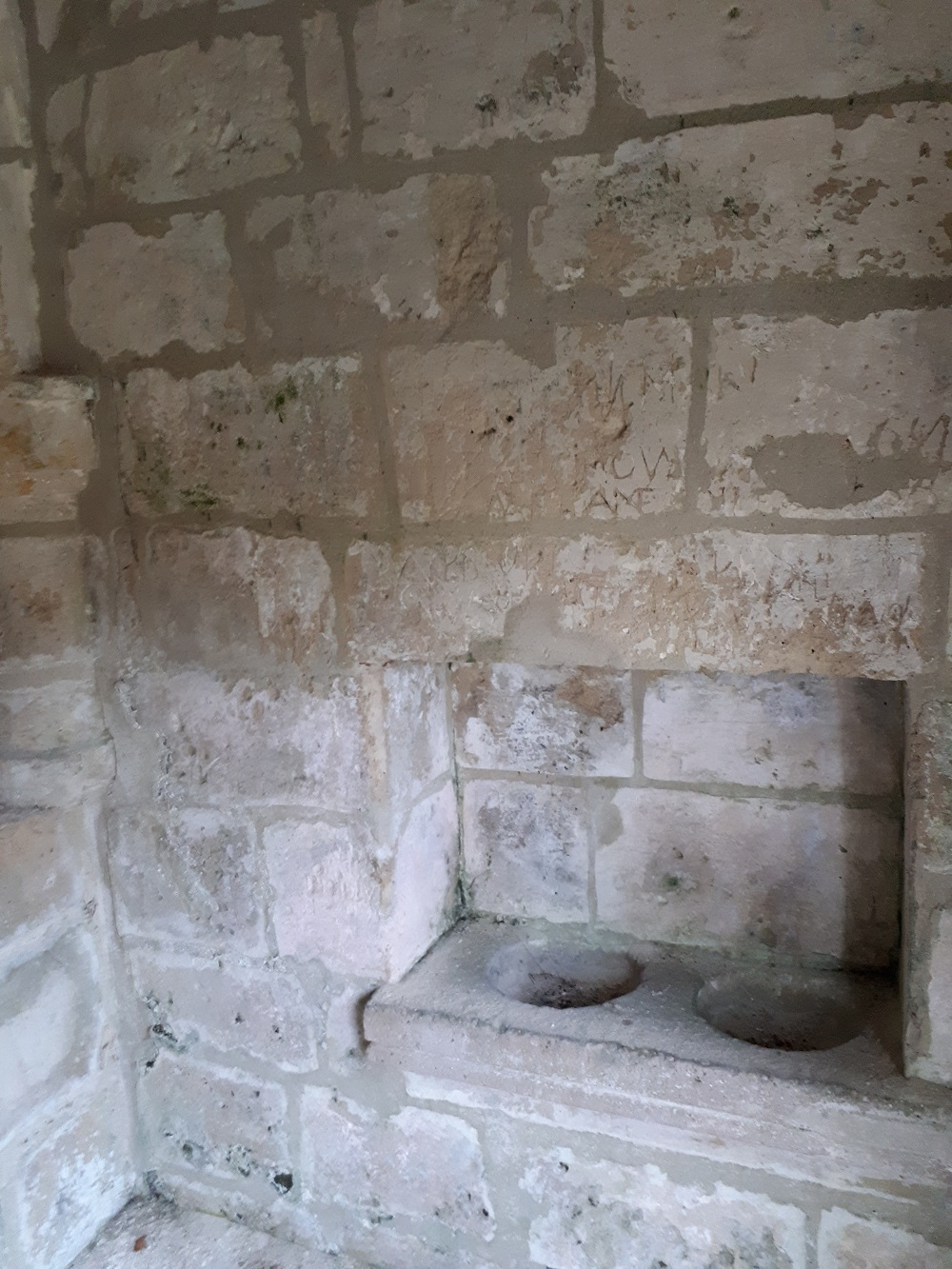
Chapelle du Calvaire (intérieur).

Patrimoine religieux :
- Les restes du chœur de l'ancienne église sont inscrits sur l'inventaire supplémentaire des monuments historiques depuis le 15 juin 1927[49].
- Église paroissiale Saint-Pierre[50].

Le mobilier de l'église paroissiale Saint-Pierre
* Statue (petite nature) : Saint Christophe.
* Statue (petite nature) : Saint Médard (?).
* Élément d'aigle-lutrin (pied).
* Tableau d'autel et son cadre : les Larmes de saint Pierre.
* Fonts baptismaux (cuve baptismale à infusion) et leur couvercle.
* Élément de retable architecturé : fronton.
* Lutrin (aigle-lutrin).
* Statue : Vierge à l'Enfant assise.
* Statue : Christ en croix.
* Plaques funéraires de Louis Daultry et de sa fille Lucette, de 1514,
* Plaque funéraire de Louis Daultry, seigneur de Courcelles et de Lucette Daultry, sa fille,.
* Statue (demi-nature) : Vierge à l'Enfant.
* Ensemble du maître-autel (autel tombeau, degré d'autel) et des deux autels secondaires en pendant de l'Immaculée Conception et du Sacré-Coeur (autels tombeaux, plates-formes d'autel, gradins d'autel, tabernacles, retables architecturés à niches).
* Ensemble de 2 crédences en paire.
- La chapelle du Calvaire, inscrite sur l'inventaire supplémentaire des monuments historiques depuis le 25 janvier 1929[67],[68],[69].

Patrimoine mobilier :
* Statue (petite nature) : Christ en croix.
* Statue : Christ en croix.
* Statue : saint Christophe.
* Statue : saint évêque.
- Chapelle Saint-Médard-et-Saint-Gildard, actuellement maison inscrite sur l'inventaire supplémentaire des monuments historiques depuis le 16 juin 1927[74].
- Monument aux morts[75] : Conflits commémorés : Guerres 1914-1918 - 1939-1945 .

Patrimoine civil :
- Le château de Courcelles fut bâti à la fin du long règne de Louis XIV, entre 1690 et 1694, sur ordre du baron Jacques de la Grange. Depuis 1988, il est devenu un hôtel-restaurant[76]. Le parc du château a fait l'objet d'un pré-inventaire (jardin remarquable)[77].
- Menhir[78].

### Personnalités liées à la commune
- Louis Daultry, seigneur de Courcelles mort en 1514 et Lucette Daultry, sa fille[79].
- Napoléon Ier
- Marie-Louise d'Autriche
- Caroline Murat

## Pour approfondir